# Jenny Hall
Jenny Hall (24 de diciembre de 1957) es una deportista australiana que compitió en judo. Ganó dos medallas en el Campeonato de Oceanía de Judo de 1979, plata en +72 kg y bronce en la categoría abierta.

## Palmarés internacional
| Campeonato de Oceanía | Campeonato de Oceanía   | Campeonato de Oceanía | Campeonato de Oceanía |
| Año                   | Lugar                   | Medalla               | Categoría             |
| --------------------- | ----------------------- | --------------------- | --------------------- |
| 1979                  | Rotorua (Nueva Zelanda) | Medalla de plata      | +72 kg                |
| 1979                  | Rotorua (Nueva Zelanda) | Medalla de bronce     | Abierta               |